# Thesium manikense
Thesium manikense är en sandelträdsväxtart som beskrevs av Robyns & Lawalree. Thesium manikense ingår i släktet spindelörter, och familjen sandelträdsväxter. Inga underarter finns listade i Catalogue of Life.